# Mesocoelium monas
Mesocoelium monas é uma espécie de platelminto parasita da família Mesocoeliidae.